# Åre
Åre ( OUÇA A PRONÚNCIA) é uma pequena localidade turística da Suécia, localizada na província histórica da Jämtland, no norte da Suécia. Tem cerca de 1 300 habitantes, e está situada na comuna de Åre, pertencente ao condado da Jämtland.
Fica a 85 km a noroeste da cidade de Östersund. Situada na encosta da montanha Åreskutan, Åre é o principal centro de esqui alpino da Suécia, tanto para turistas como para profissionais. Conta com teleféricos, subidas mecânicas e funiculares dando acesso até altitudes acima dos 1000 m. Albergou o Campeonato Mundial de Esqui Alpino em 1954 e 2007. Na localidade, existem vários hotéis e centros de férias.
O acesso a esta localidade é feito pela estrada europeia E14 (Trondheim-Åre-Sundsvall), pela ferrovia do Centro (Sundsvall-Åre-Storlien), e pelo aeroporto de Åre-Östersund localizado na cidade de Östersund, a uns 90 km a leste de Åre.

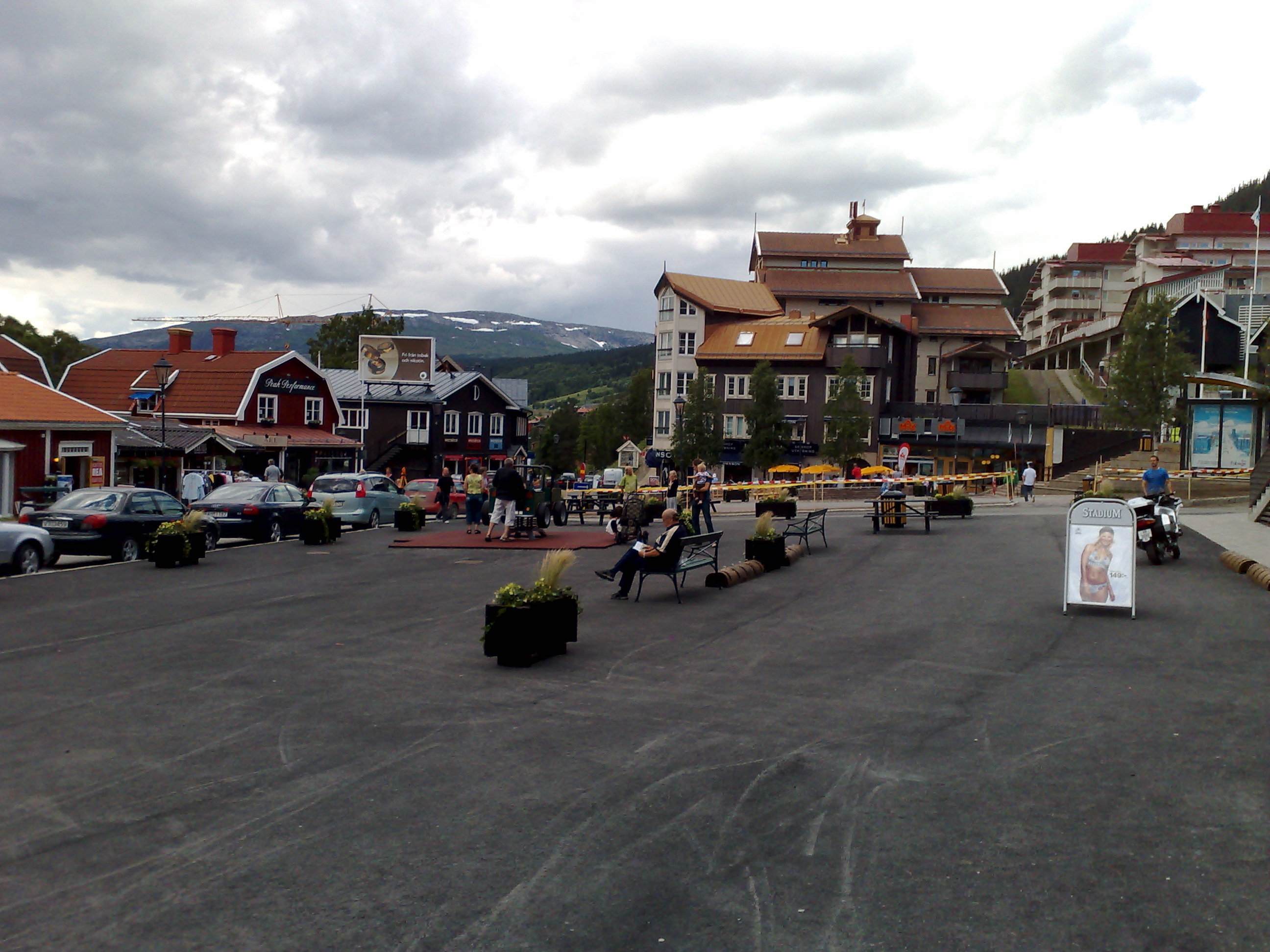
Praça de Åre
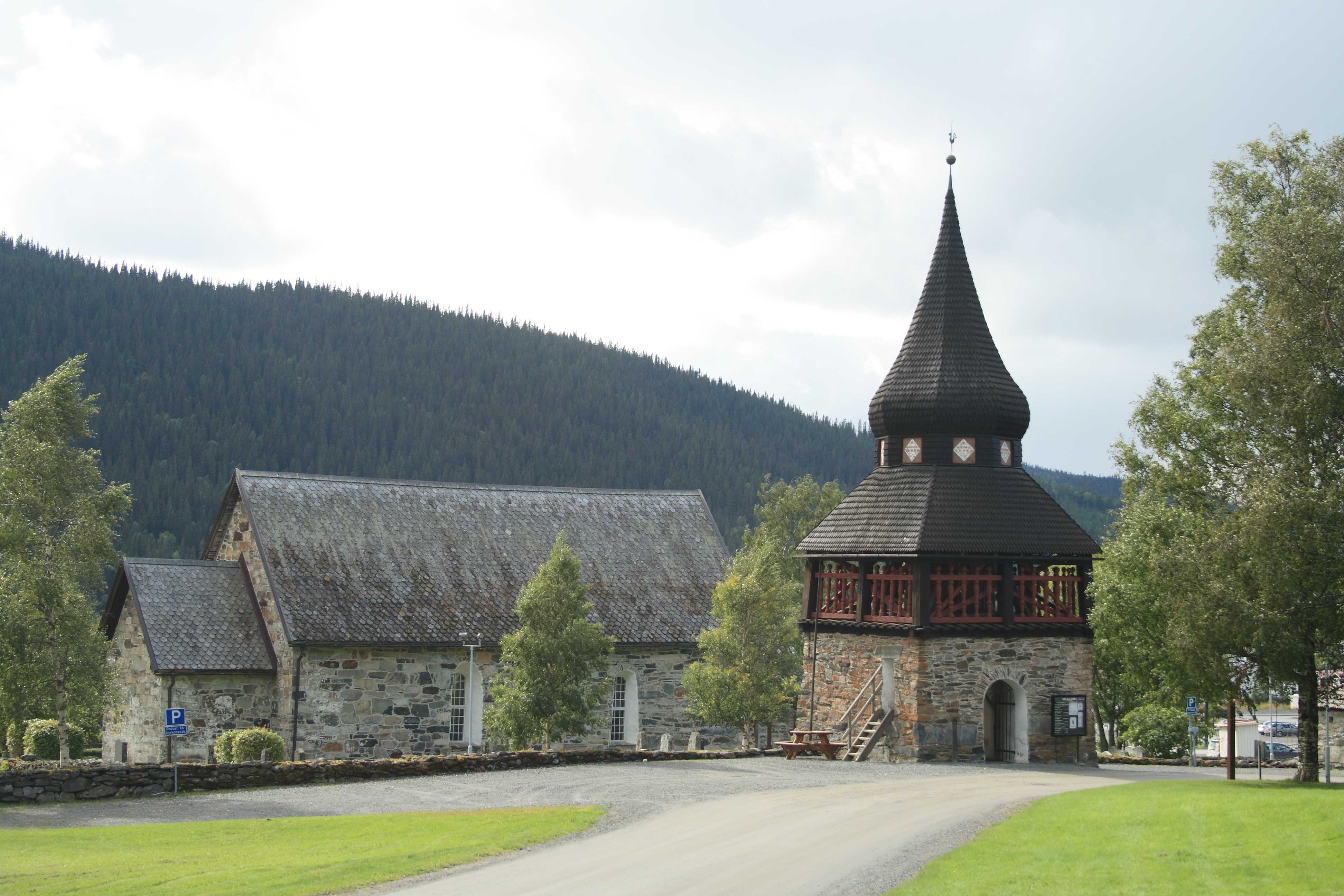
A igreja antiga
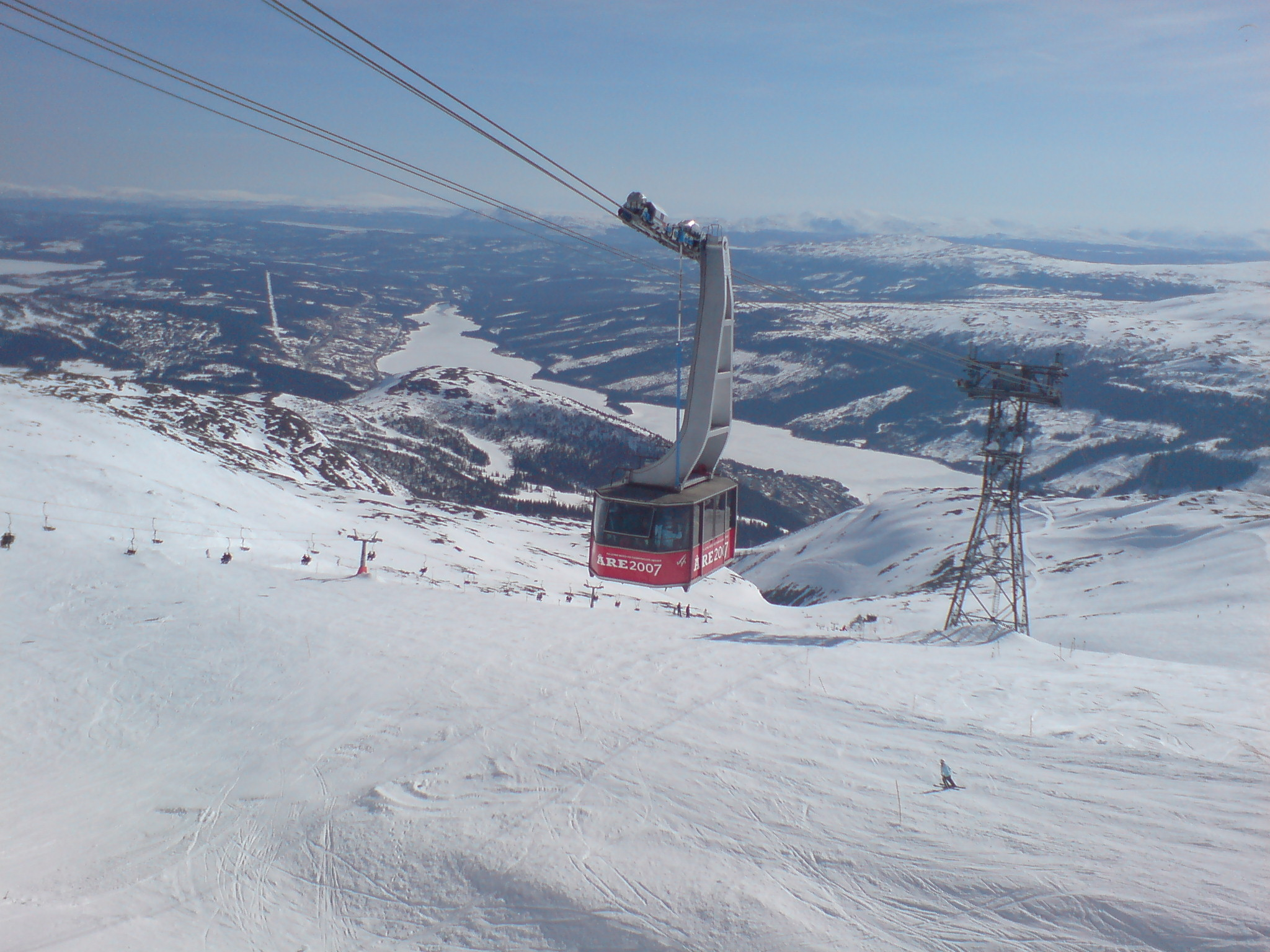
Teleférico
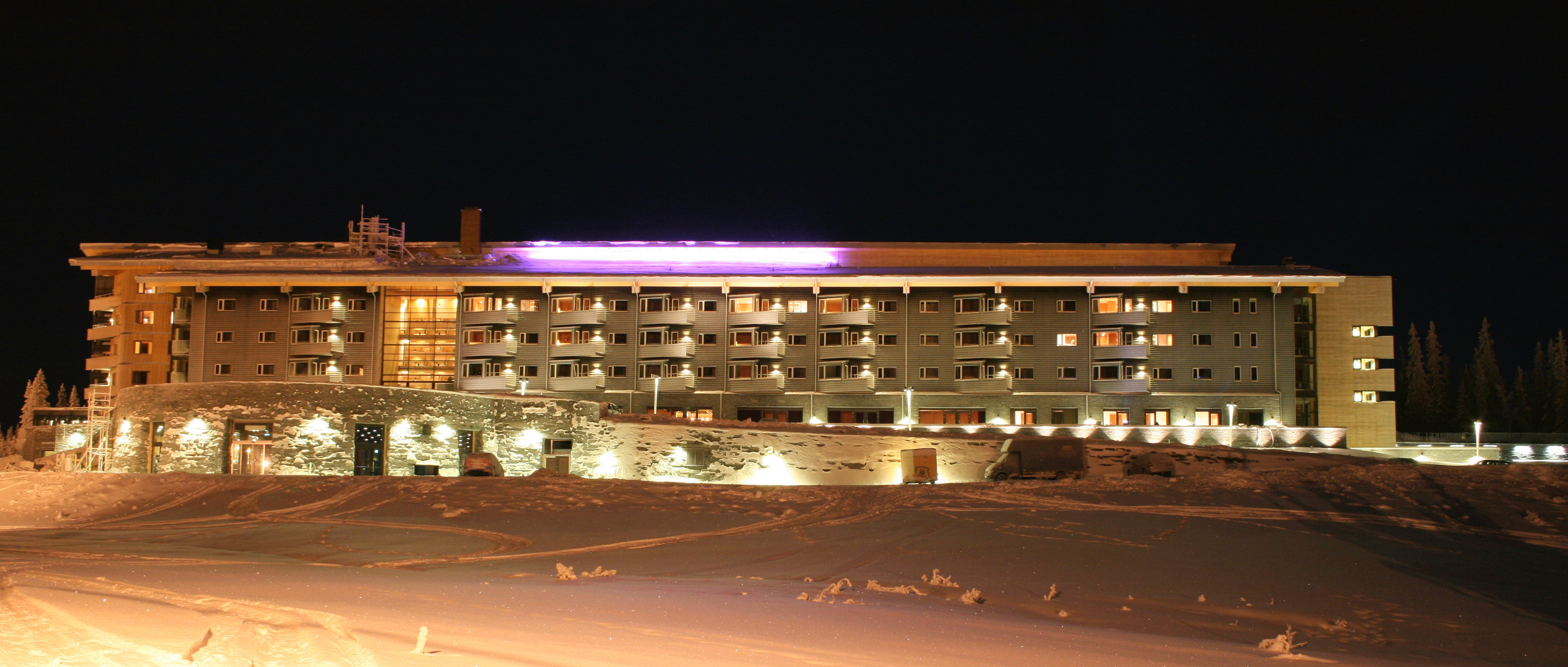
O Hotel Copperhill Mountain Lodge